# Nelson Gutiérrez
Nelson Daniel Gutiérrez Luongo (født 13. april 1962 i Montevideo, Uruguay) er en tidligere uruguayansk fodboldspiller, der som forsvarer på Uruguays landshold deltog ved to VM-slutrunder (1986 og 1990). Han var desuden med i to udgaver af Copa América. I alt nåede han at spille 57 kampe for landsholdet.
Gutiérrez spillede på klubplan primært for CA Peñarol i hjemlandet, som han vandt hele seks uruguayanske mesterskaber med. Han var også tilknyttet blandt andet River Plate i Argentina samt SS Lazio og Hellas Verona i Italien.